# الیانا
الیان عامر مرجیه (عربی: إليان عامر مرجية؛ زادهٔ ۲۲ ژانویه ۲۰۰۲) که بیشتر با نام هنری الیانا (انگلیسی: Elyanna) شناخته می‌شود، خواننده و ترانه‌پرداز فلسطینی–شیلیایی است. او با ترکیب موسیقی عربی و ریتم‌های لاتین، سبکی تجربی در موسیقی پاپ عربی خلق کرده که توجه مخاطبانی از سراسر جهان را به خود جلب کرده است. الیانا که در ناصره، اسرائیل به دنیا آمد، در خانواده‌ای هنرمند رشد کرد و از کودکی تحت تأثیر هنرمندانی چون خولیو ایگلسیاس و صباح فخری قرار گرفت. نقطهٔ عطف حرفه‌ای او در ۱۵ سالگی رقم خورد، زمانی که توسط نصری عطاالله کشف شد. او تاکنون دو آلبوم چندآهنگه با نام‌های الیانا (۲۰۲۰) و الیانا ۲ (۲۰۲۲) و یک آلبوم استودیویی با عنوان ولدتُ (۲۰۲۴) منتشر کرده است. الیانا هم‌اکنون با یونیورسال عربیک میوزیک قرارداد دارد. تک‌آهنگ‌های «أنا لحالی»، «غریب علی»، «علی بالی» و «ماما إیه» در فهرست ۲۰ آهنگ برتر رسمی لبنان قرار گرفته‌اند. الیانا نخستین هنرمندی است که به زبان عربی در برنامهٔ د لیت شو ویت استیون کلبر اجرا داشته است. او اخیراً اجراهایی پرفروش در سالن د ویلترن در لس آنجلس و کوکو در لندن برگزار کرده است.

## زندگی اولیه
الیان مرجیه در ناصره، اسرائیل و در خانواده‌ای فلسطینی زاده و بزرگ شد. مادربزرگ پدری‌اش اصالتی شیلیایی دارد. مادر او شاعر است و پدربزرگ مادری‌اش نیز شاعر و خواننده‌ای فلسطینی بود که در مراسم عروسی فلسطینی به اجرای موسیقی زَجل می‌پرداخت. مادربزرگ پدری‌اش نوازنده پیانو است و الیانا در دوران کودکی بارها به دیدنش در شیلی می‌رفت.
او از ۷ سالگی به خوانندگی علاقه‌مند شد و در دوران نوجوانی با انتشار بازخوانی آهنگ‌ها در ساندکلود و شرکت در مسابقات مدرسه‌ای محبوب شد. برادرش، فراس، که از ابتدا به‌عنوان نوازنده پیانو همراهش بود، اکنون تهیه‌کننده، مدیر خلاق و نوازنده اصلی اوست. خواهرش تالی نیز وظیفهٔ استایل و لباس او را بر عهده دارد.
در سال ۲۰۱۷ و در ۱۵ سالگی، الیانا به همراه خانواده‌اش برای دنبال کردن جدی‌تر حرفهٔ موسیقی به سن دیگو، کالیفرنیا، ایالات متحده مهاجرت کرد (و در نهایت در لس آنجلس ساکن شدند). پیش از آن، او با دیدن وسیم «سل» سلیبی در تلویزیون با او آشنا شده بود. پس از ورود به ایالات متحده، الیانا با انتشار ویدئوهایی از بازخوانی آهنگ‌ها در اینستاگرام، بیش از ۳۰۰ هزار دنبال‌کننده جذب کرد. این موفقیت توجه نصری عطاالله، موسیقیدان و تهیه‌کننده را به خود جلب کرد. نصری، بعداً الیانا را به وسیم «سل» سلیبی معرفی کرد و او در طول هفته در سن دیگو اقامت داشت و آخر هفته‌ها به لس آنجلس سفر می‌کرد تا با نصری و مساری روی پروژه‌های موسیقی کار کند.